# Wind (patronyme)
Pour les articles homonymes, voir Wind.
Cette page présente le nom de famille Wind ainsi que ses variantes.
Wind est un nom de famille topographique, d'origine anglaise, pour quelqu'un qui vivait près d'un sentier, d'une ruelle ou d'une route,. Il est le plus populaire dans le nord-est de l'Angleterre, en particulier à Newcastle upon Tyne et Sunderland. Cependant, le nom de famille est également populaire aux Pays-Bas et au Danemark . Le nom de famille a plusieurs formes d'orthographe dont Waind, Wind, Wynd, Wain et Wean.

## Origines
Wind provient du « gewind » du vieil anglais d'avant le VIIe siècle. Il décrit soit une personne qui vivait près d'une région particulièrement venteuse telle que le nord-est de l'Angleterre ou une route « sinueuse » (winding). À l'époque médiévale, le vent était peut-être donné à un coureur rapide ou à un messager.
Le nom de famille Wind a été trouvé pour la première fois dans le Lancashire, un comté cérémonial du nord-ouest de l'Angleterre, à Windle avec Hardshaw, un canton, dans la paroisse et l'union de Prescot, cent de West Derby. « Avant le règne de Jean, Windhull donna un nom à une famille, dont Edusa, veuve d'Alan de Windhull, qui obtint de ce roi une sommation pour sa dot contre Alan de Windhull, fils du premier. »

## Incidence, fréquence et rang dans la zone
Selon Forebears.io, l'incidence la plus élevée du nom de famille Wind se trouve aux États-Unis, suivis de l'Allemagne, des Pays-Bas et du Danemark.
| De campagne  | Incidence | La fréquence | Rang dans la zone |
| ------------ | --------- | ------------ | ----------------- |
| États-Unis   | 3 778     | 1:95,939     | 10 736            |
| Allemagne    | 3 135     | 1:25,680     | 3 398             |
| les Pays-Bas | 2 868     | 1:3,336      | 636               |
| Danemark     | 1 692     | 1:3,336      | 281               |

## Patronyme
Wind est notamment porté par :
- Edmund De Wind (1883-1918), héros de guerre
- Edgar Wind (1900-1971), historien
- Franz Ludwig Wind (1719-1989), sculpteur
- Hans Wind (1919-1995), pilote
- Henning Wind (1937-), marin
- Jonas Wind (1999-), footballeur